# Anders Ekbom
Anders Ekbom, född 19 december 1947, död 29 juli 2024 i Stockholm, var en svensk kirurg och forskare i epidemiologi som under 2017 var vikarierande prorektor vid Karolinska Institutet (KI).
Ekbom studerade medicin vid Lunds universitet, där han tog kandidatexamen 1974. Han tog läkarexamen vid Uppsala universitet 1978, och disputerade där 1990 med en avhandling om inflammatorisk tarmsjukdom, Inflammatory bowel disease: occurrence, causation and cancer risk, som fick pris som årets bästa. Han blev docent i Uppsala och kom till Karolinska institutet (KI) 1997. Han blev professor i epidemiologi 1999 och var åren 2002–2007 adjungerad professor vid Department of Epidemiology, School of Public Health vid Harvard University i Boston. Åren 2007–2015 var han prefekt för Institutionen för medicin Solna vid Karolinska Institutet.
I november 2016 nominerades Ekbom, som då blivit professor emeritus, att vikariera som prorektor för KI under 2017. Anledningen till vikariatet var att posten som prorektor stod vakant efter Macchiarini-affären, och att den föregående vikarien Henrik Grönberg inte hade möjlighet att fortsätta när rekryteringen av en ny prorektor drog ut på tiden.
Ekbom var 2006 ordförande i en granskningskommission som studerade Jon Sudbø, en norsk cancerforskare som beslogs med omfattande forskningsfusk.
År 2012 tilldelades Ekbom Svenska Läkaresällskapets jubileumspris.